# 1063
| Calendário gregoriano                                                        | 1063 MLXIII                                           |
| Ab urbe condita                                                              | 1816                                                  |
| Calendário arménio                                                           | 512 – 513                                             |
| Calendário bahá'í                                                            | -781 – -780                                           |
| Calendário budista                                                           | 1607                                                  |
| Calendário chinês                                                            | 3759 – 3760 Início a 1 de fevereiro (aproximadamente) |
| Calendário copta                                                             | 779 – 780                                             |
| Calendário etíope                                                            | 1055 – 1056                                           |
| Calendários hindus - Vikram Samvat - Calendário nacional indiano - Cáli Iuga | 1118 – 1119 984 – 985 4163 – 4164                     |
| Calendário Holoceno                                                          | 11063                                                 |
| Calendário islâmico                                                          | 455 – 456                                             |
| Calendário judaico                                                           | 4823 – 4824                                           |
| Calendário persa                                                             | 441 – 442                                             |
| Calendário rúnico                                                            | 1313                                                  |
| Calendário solar tailandês                                                   | 1606                                                  |

1063 (MLXIII, na numeração romana) foi um ano comum do século XI do Calendário Juliano, da Era de Cristo, e a sua letra dominical foi E (52 semanas), teve início a uma quarta-feira, terminou também a uma quarta-feira.
No território que viria a ser o reino de Portugal estava em vigor a Era de César que já contava 1101 anos.
| Ano completo                        |
| ----------------------------------- |
| Ano comum com início à quarta-feira |

## Eventos
- O Papa Alexandre II prega em Espanha a primeira cruzada.
- Terminam os Concílios de Compostela.
- Início do reinado do califa almóada Abu Iacube Iúçufe I (1135-1184).
- A Taifa de Silves é anexado ao Reino de Sevilha.

## Nascimentos
- Amalrico IV de Montfort m. 1136) foi conde de Evreux.

## Mortes
- Bela I da Hungria, rei da Hungria, n. 1016.
- 8 de Maio - Ramiro I de Aragão, rei de Aragão, n. 1015.